# Conrad Hal Waddington
Conrad Hal Waddington (Evesham, 8 novembre 1905 – Edimburgo, 26 settembre 1975) è stato un biologo britannico.
Docente all'università di Edimburgo dal 1946, fu presidente dell'Unione internazionale delle scienze biologiche dal 1961 al 1967. A lui si deve il concetto di creode.
Fu embriologo, epistemologo e genetista. Fu uno dei fondatori dell'epigenetica.